# Türk Bakım Evi
Das Türk Bakım Evi in Berlin-Kreuzberg ist das erste türkische Altenpflegeheim (bakım evi) in Deutschland. Die Türkische Gemeinde Berlin (TGB) ist über ein eigenes Versorgungswerk mit dem privaten Pflegeheimbetreiber Marseille-Kliniken AG an dem Haus beteiligt. Sind alle im Haus zur Verfügung stehenden 155 Betten (meist Doppelzimmer) belegt, werden 75 meist türkischstämmige Mitarbeiter beschäftigt.
Das Heim ist für türkische Migranten. Es gibt Freitagsgebete, Kost ohne Schweinefleisch oder Schweinefett, einen nach Mekka ausgerichteten Gebetsraum, Intimpflege nur von Personal des gleichen Geschlechts.
Die Marseille Kliniken AG hat 6 Millionen Euro in das Projekt investiert. Das Gebäude, Methfesselstraße 47 am Viktoriapark, ist ein mit orientalischem Dekor renoviertes ehemaliges Arbeiterwohnheim aus den 1950er Jahren. Der Standort Berlin wurde gewählt, da die Stadt mit 118.732 Bürgern die größte türkische Gemeinde in Deutschland hat.

## Bewohner
Die erste türkische Einwanderergeneration ist inzwischen im Rentenalter. Die meisten Familienmitglieder sind berufstätig, weshalb die traditionelle Pflege in der türkischen Großfamilie rückläufig ist. Wegen kultureller und sprachlicher Barrieren nahmen türkische Rentner bisher die ihnen zustehende Regelversorgung, die sie durch Einzahlung in die Sozialkassen erworben hatten, selten in Anspruch. In den 270 Pflegeeinrichtungen Berlins leben weniger als 100 türkische Migranten. Ambulante türkische Pflegedienste stoßen andererseits an ihre Grenzen. Von den 2 Millionen Türken in Deutschland sind 95.000 im Rentenalter. 10,2 % der Türken sind über 60 Jahre alt, die Zahl hat sich seit 1995 von 52.200 auf 192.500 fast vervierfacht. Da die Patienten durchschnittlich ein geringeres Einkommen als deutsche Rentner haben, ist das Pflegeheim als Zwei-Sterne-Haus (Low-Budget) angelegt, 15 bis 20 Prozent
unter dem üblichen Niveau. Die Gefahr der Armut bedroht Migranten zudem stärker als deutsche Rentner, da türkische Senioren oft wegen schwerer körperlicher Arbeit vorzeitig in Rente gingen und somit über eine geringere Gesamtarbeitszeit verfügen. Aufgrund der 100%igen Ausrichtung auf diese Klientel sind laut dem deutschen Betreiber deutsche Patienten in dem Heim ausdrücklich nicht erwünscht.